# Johann Löhner
Johann Löhner (* 21. November 1645 in Nürnberg; † 2. April 1705 ebenda) war ein deutscher Komponist, Organist und Sänger.

## Leben
Löhner wurde als Sohn der Eheleute Johann Joachim Löhner (gestorben 1650) und Anna Löhner, geborene Windhesel (gestorben 1660) in Nürnberg evangelisch-lutherisch getauft und starb in Nürnberg. Der Organist Georg Caspar Wecker, der an St. Egidien seinen Dienst tat, adoptierte Johann Löhner und unterwies ihn musikalisch. Man nimmt an, dass er ab 1665 in St. Sebald Orgelspieler war. Gegen Ende 1670 ging er als Sänger nach Bayreuth. Ab 1682 war er regulärer Spitalorganist und von 1694 bis zu seinem Tod wirkte er in St. Sebald als Organist. Er komponierte über 300 Lieder und drei Opern. Das Lied Nr. 352 im Evangelischen Kirchengesangbuch zeugt von seinem Wirken. 1682 erschien sein bedeutendstes Werk, die „Auserlesene Kirch- und Tafel-Music“.

## Werk
- Abraham (Oper, 1675 Nürnberg; 1684 auf 5 Akte erweitert; Libretto: Johann Ludwig Faber);
- Die triumphirende Treu (Oper, Ansbach 1679; Libretto: Christian Heuchelin)
- Der gerechte Zaleukus (Oper, Nürnberg 1687; Libretto: Johann Löhner)
- Theseus (Oper, Nürnberg 1688)